# Oblast autonome du Haut-Badakhchan

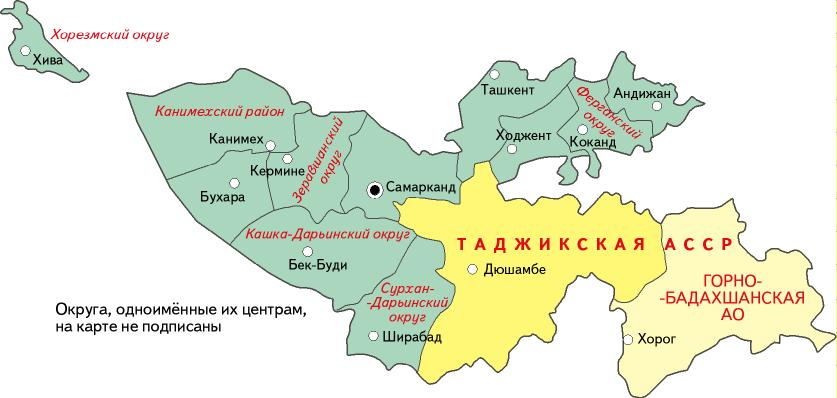
En jaune, la RSSA du Tadjikistan au sein de la RSS Ouzbek. En jaune clair, l'OA du Haut Badakhshan.

L’oblast autonome du Haut-Badakchan (en russe : Го́рно-Бадахша́нская автоно́мная о́бласть, Gorno-Badakchanskaïa avtonomnaïa oblast) est un oblast autonome de la RSSA Tadjik au sein de la RSS ouzbèke, puis, à partir de 1929 jusqu'à la dislocation de l'URSS, de la RSS tadjik, en Union soviétique. Sa capitale était la ville de Khorog.
La région est peuplée d'environ 150 000 personnes, souvent sinistrée ou isolée du reste du pays par des avalanches, glissements de terrain ou crues. En effet, c'est un territoire composé uniquement de chaînes des montagnes aux vallées étroites (à l'ouest) et du plateau du Pamir (à l'est).
La langue véhiculaire y est le pamiri, chaque vallée possédant son propre dialecte. Le Russe est également maîtrisé par la majorité de la population.
Les gens sont à majorité ismaélite et bénéficient de l'aide importante de l'Aga Khan. Ce dernier permet la construction d'école, d'université, l'entretien d'infrastructures (ponts, routes, maisons).

## Histoire
L'oblast autonome du Haut-Badakchan est créé le 2 janvier 1925, dans le cadre de la République socialiste soviétique autonome du Tadjikistan, au sein de la RSS d'Ouzbékistan, qui devient la RSS du Tadjikistan en 1929. 
Après la dislocation de l'Union soviétique, et dans le cadre du Tadjikistan indépendant, la région devient la région autonome du Haut-Badakhchan.